# Tim Hill
Tim Hill ist ein US-amerikanischer Cartoonist, Regisseur, Drehbuchautor und Produzent.

## Karriere
Tim Hill sammelte erste berufliche Erfahrungen von 1993 bis 1996 bei Rockos modernes Leben. Im Jahr 2001
arbeitete er an der Zeichentrickserie Action League Now! und von 1999 bis 2008 arbeitete er als Cartoonist bei SpongeBob Schwammkopf. Im Jahr 2006 gewann er mit C. H. Greenblatt, Paul Tibbitt und Mike Bell den Annie Award 2006 für die Episode Die Angst vor dem Krabbenburger von SpongeBob Schwammkopf. Der erste Film, bei dem Tim Hill Regie führte, war Muppets aus dem All (1999), dann folgte im Jahr 2001 Max Keebles großer Plan und im Jahr 2006 kam der Film Garfield 2. Sein jüngstes Unterfangen und sein größter Erfolg war der Film Alvin und die Chipmunks – Der Kinofilm aus dem Jahr 2007, der in den Kinos rund 350 Mio. US-Dollar einspielte.
Tim Hill ist der Neffe des Regisseurs George Roy Hill.

## Filmographie (Auswahl)

### Als Produzent
- 1996–2000: Action League Now! (Fernsehserie)

### Als Drehbuchautor
- 1994–1996: Rockos modernes Leben (Rocko’s Modern Life, Fernsehserie)
- 1996–1998: Action League Now! (Fernsehserie)
- seit 1999: SpongeBob Schwammkopf (SpongeBob SquarePants, Fernsehserie)
- 2004: Der SpongeBob Schwammkopf Film (The SpongeBob Squarepants Movie)

### Als Regisseur
- 1999: Muppets aus dem All (Muppets from Space)
- 2001: Max Keebles großer Plan (Max Keeble’s Big Move)
- 2006: Garfield 2 (Garfield: A Tail of Two Kitties)
- 2007: Alvin und die Chipmunks – Der Kinofilm (Alvin and the Chipmunks)
- 2011: Hop – Osterhase oder Superstar? (Hop)
- 2020: SpongeBob Schwammkopf: Eine schwammtastische Rettung (The SpongeBob Movie: Sponge on the Run)
- 2020: Immer Ärger mit Grandpa (The War with Grandpa)

## Auszeichnungen
- 2006: Annie Award